# 1828 في فرنسا
فيما يلي قوائم الأحداث التي وقعت خلال عام 1828 في فرنسا.

## سياسة

### تعيين في المنصب
- 4 يناير – جان باتيست جيه دو مارتيناك head of government of France ‏.
- 5 فبراير – فرانسوا جيزو نائب فرنسي.

### انتهاء فترة المنصب
- 4 يناير – جوزيف دو فيليل head of government of France ‏.

## مواليد

### فبراير
- 8 فبراير – جول فيرن

### أبريل
- 21 أبريل – إيبوليت تين

## وفيات

### يناير
- 1 يناير – فيكتور الأفيروني (مواليد 1793)

### يوليو
- 10 يوليو – لويس أوغسطين غيوم بوسك (مواليد 1759)
- 30 يوليو – فرنسواس إسحاق دي ريفاز (مواليد 1752)

### نوفمبر
- 3 نوفمبر – جان جوزيف ديسول (مواليد 1767) سياسي فرنسي.